# Glypta spissa
Glypta spissa là một loài tò vò trong họ Ichneumonidae.